# Umi-bozu
 (janvier 2023).
Si vous disposez d'ouvrages ou d'articles de référence ou si vous connaissez des sites web de qualité traitant du thème abordé ici, merci de compléter l'article en donnant les références utiles à sa vérifiabilité et en les liant à la section « Notes et références ».
Pour les articles homonymes, voir Umi.

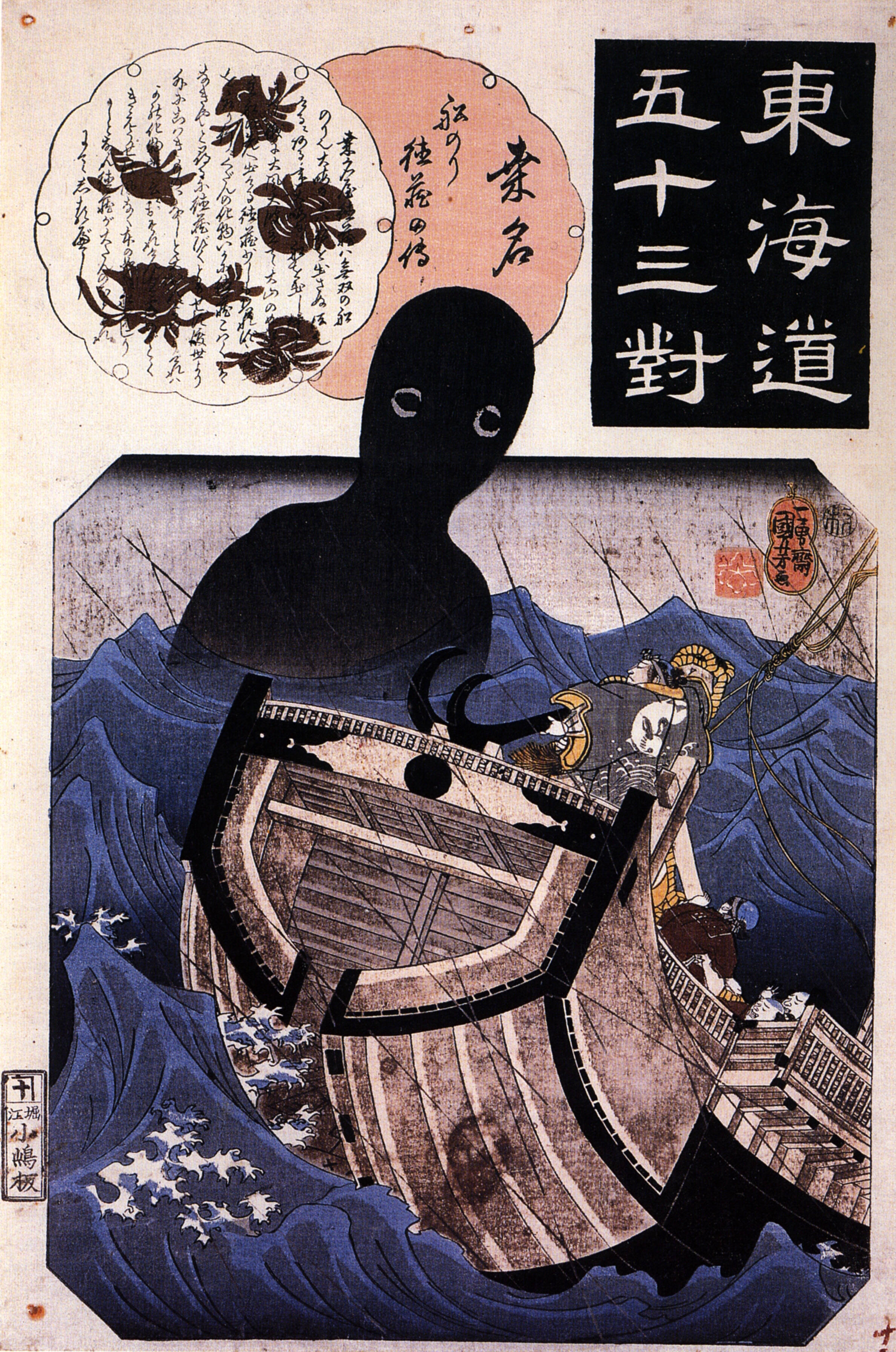
Ukiyo-e : le marin Tokuso rencontrant un umibōzu, par Utagawa Kuniyoshi.

Les umi-bozu (海坊主, umibōzu, bonze marin) sont des créatures fantastiques du folklore japonais.
Ce sont d'énormes yōkai marins naufrageurs. Ils demandent aux équipages un tonneau qu'ils remplissent ensuite avec de l'eau de mer pour les noyer. Pour éviter ce funeste sort, il faut leur donner un tonneau sans fond.

## Dans les œuvres de fiction
- Umibôzu est le surnom d'un personnage du manga City Hunter.
- Un monstre marin dans le manga One Piece, ressemblant à Umibôzu est aperçu dans le Triangle de Florian.
- Umibôzu est le nom du père de Kagura dans le manga Gintama.
- Umibôzu est le nom d'un personnage du manga Lovely Complex.
- Umibôzu est le nom de code d'exosquelettes de combat dans Ghost in the Shell: Stand Alone Complex.
- Un umibôzu attaque le navire de William dans le jeu vidéo Nioh. Des versions beaucoup plus petites appelées "Umi-bozu inférieurs" apparaissent également dans Nioh 2
- Dans la série Pikmin, le Spectroplasme (ainsi que son homologue le Spectreau) sont inspirés de l'umibôzu, traquant sans cesse le Capitaine Olimar.
- L'Umibozu est un robot utilisé par Le Fantôme noir, pire ennemi de Mickey Mouse, dans la BD Darkenbolt 3 : Némésis.
- L'umibozu apparaît également, comme bien d'autres yokai, dans Pompoko, un des films d'animation japonais du Studio Ghibli, et Mononoke, une animation japonaise.
- Le squelette d'un umibozu est présent dans le jeu Genshin Impact, dans la région d'Inazuma.
- Dans un épisode Filler de Naruto, en tant que monstre marin "synthétique" composé totalement d'eau de mer et de chakra.
- Dans la série de jeux-vidéos Yo-kai Watch, un des Yo-kai est inspiré de l'Umi-bozu.
- Dans l'événement "Dark Knights: Death Metal" de DC Comics, Aquaman cherche à rallier un Umibozu à sa cause, celui-ci vivant dans les océans, mais sans succès.